# Markus Persson
Markus Alexej Persson, známý pod přezdívkou Notch (* 1. června 1979, Stockholm, Švédsko) je švédský programátor v jazyce C++, ActionScript a Java a zakladatel společnosti Mojang. V roce 2009 vytvořil populární videohru Minecraft.

## Životopis
Markus začal s programováním na domácím počítači Commodore 128 ve věku sedmi let pomocí počítačového magazínu, který poté začal předplácet. Více než čtyři roky (do roku 2009) působil jako profesionální herní vývojář na King.com. Poté pracoval jako programátor pro Jalbum. Je také jedním ze zakladatelů Wurm Online. Mimo své hlavní zaměstnání vyvíjel hry pro různé soutěže – například Left 4k Dead a Mega 4 Man pro Java 4K Game Programming Contest. Další hry, na kterých se podílel, jsou například Scrolls a Breaking the Tower.
Od roku 2011 byl ženatý, se svou manželkou žil ve Stockholmu, 15. srpna 2012 se rozvedli a nyní je svobodný.
19. října 2014 opustil Mojang, který prodal společnosti Microsoft za cenu 2.5 miliardy dolarů, protože nečekal takový úspěch Minecraftu a nechtěl mít zodpovědnost za tak velký projekt a firmu. Teď se věnuje malým věcem a experimentům.

## Hry

### Minecraft
Jeho nejznámějším výtvorem je tzv. sandboxová hra Minecraft, jejíž beta verze byla vydána 20. prosince 2010. Hra je velice úspěšná, už i předchozí alpha verze se silně proslavila na internetu. Person dal výpověď ze zaměstnání herního vývojáře, aby se mohl plně věnovat Minecraftu a založil společnost Mojang. Oficiální verze hry Minecraft vyšla 18. listopadu 2011 na Mineconu v Las Vegas. Na začátku roku 2011 Mojang prodal miliontou kopii hry a v prosinci 2011 dosáhl prodej čtyř milionů, později poté 8. dubna 2013 dosáhl Minecraft deseti miliónů prodaných kopií.
Dnes již pro Minecraft existují tisícovky modifikací, stovky fór, webů a tisícovky serverů.

## Zajímavosti
- Je členem Švédské Mensy.[3]

- V 16 letech opustil střední školu, protože stále jenom programoval. Takže vystudoval jen základní školu.